# Maybe Baby ou Comment les Anglais se reproduisent
Pour plus de détails, voir Fiche technique et Distribution.
Maybe Baby ou Comment les Anglais se reproduisent (Maybe Baby) est une comédie sociale et sentimentale britannique de Ben Elton, sortie en 2000.

## Synopsis
Sam et Lucy, jeune couple londonien, ont tout pour être heureux : ils sont amoureux, jeunes mariés et ont tous deux réussi professionnellement. Ils ne rêvent plus que d'un enfant, mais celui-ci tarde à venir. Vient le temps des doutes et des épreuves, tests de stérilité, visites aux spécialistes et tentatives de fécondation in vitro. Dans cette situation difficile, Lucy, jusque-là fidèle, commence à remarquer d'autres hommes ; Sam quitte son emploi de producteur à la BBC et réalise son rêve de devenir scénariste de cinéma. En panne d'inspiration, il se lance dans l'écriture d'un scénario contant l'histoire vraie d'un couple qui veut un enfant sans y parvenir…

## Fiche technique
- Titre original : Maybe Baby
- Réalisation : Ben Elton, Hugh Laurie (non crédité)
- Scénario : Ben Elton
- Musique : Colin Towns
- Photographie : Roger Lanser
- Montage : Peter Hollywood
- Directeur artistique : Chris Seagers
- Costumes : Anna B. Sheppard
- Décors : Jim Clay
- Production : Phil McIntyre - Ernst Goldschmidt, David M. Thompson (producteurs délégués) - Mary Richards (producteur associé)
- Société de production : Pandora Cinema et BBC Films
- Société de distribution : Cipa (France)
- Pays :  Royaume-Uni
- Genre : Comédie romantique
- Durée : 104 minutes
- Dates de sortie : 
  - Royaume-Uni : 2 juin 2000
  - France : 11 octobre 2000

## Distribution
- Hugh Laurie : Sam Bell
- Joely Richardson (VF : Déborah Perret) : Lucy Bell
- Joanna Lumley : Sheila
- Matthew Macfadyen : Nigel
- Emma Thompson : Druscilla
- Rowan Atkinson : Dr James
- Kelly Reilly : Nimnh
- James Purefoy : Carl Phipps
- Tom Hollander : Ewan Proclaimer
- Adrian Lester : George
- Yasmin Bannerman : Melinda
- Rachael Stirling (VF : Nathalie Karsenti) : Joanna
- Dave Thompson : Dave le comédien
- Stephen Simms (VF : Constantin Pappas) : Trevor
- John Brenner : Kit
- Lisa Palfrey : Jan
- Elizabeth Woodcock : Tilda
- John Fortune : l'acupuncteur